# 辻本弘樹
辻本 弘樹（つじもと ひろき、1969年10月21日 - ）は、奈良県出身の元プロ野球選手（投手）、野球指導者。

## 概要・人物
奈良県の智辯学園高では1年夏の県大会決勝で天理高を相手に完投で優勝。夏の甲子園では1回戦・東農大二高相手に好投するがサヨナラ負け、140km超の速球が注目される。秋は近畿大会決勝で先発して9回を投げるが同点のまま降板して延長18回サヨナラ負け。2年春の甲子園は初戦で敗退。その後は故障に泣くが、1987年オフにドラフト外で中日ドラゴンズに入団。
1990年4月18日、対広島東洋カープ戦でプロ初登板を果たす。8回1死満塁で打者ウェイド・ロードンという厳しい状況であったが、併殺で切り抜けチームの勝利に貢献する。翌日の試合にも好投したのが評され、4月22日の対横浜大洋ホエールズ戦（横浜）では初先発を務めるが、投手の欠端光則に本塁打を喫するなど3回3失点で敗戦投手となった。
その後、持ち味であるクセ球を生かすためにサイドスローに転向するが、故障もあり結局プロ未勝利のまま1991年に現役を引退した。
その後は、2005年に社会人野球のウェルネス魚沼の投手コーチ、2006年から2007年はセガサミーで投手コーチを務めた。
2009年から2016年はジェイプロジェクトの監督、2017年より同部長兼GMを務める。2020年の7月1日付で前任の大石大二郎に代わり監督として再就任した。その後は野球部長となった。

## 詳細情報

### 年度別投手成績
| 年 度     | 球 団     | 登 板 | 先 発 | 完 投 | 完 封 | 無 四 球 | 勝 利 | 敗 戦 | セ 丨 ブ | ホ 丨 ル ド | 勝 率 | 打 者 | 投 球 回 | 被 安 打 | 被 本 塁 打 | 与 四 球 | 敬 遠 | 与 死 球 | 奪 三 振 | 暴 投 | ボ 丨 ク | 失 点 | 自 責 点 | 防 御 率 | W H I P |
| --------- | --------- | ----- | ----- | ----- | ----- | -------- | ----- | ----- | -------- | ----------- | ----- | ----- | -------- | -------- | ----------- | -------- | ----- | -------- | -------- | ----- | -------- | ----- | -------- | -------- | ------- |
| 1990      | 中日      | 4     | 1     | 0     | 0     | 0        | 0     | 1     | 0        | --          | .000  | 26    | 5.1      | 7        | 1           | 6        | --    | 0        | 3        | 0     | 0        | 3     | 3        | 5.06     | 2.44    |
| 通算：1年 | 通算：1年 | 4     | 1     | 0     | 0     | 0        | 0     | 1     | 0        | --          | .000  | 26    | 5.1      | 7        | 1           | 6        | --    | 0        | 3        | 0     | 0        | 3     | 3        | 5.06     | 2.44    |

### 記録
- 初登板：1990年4月18日、広島東洋カープ戦（ナゴヤ球場）8回1死に3番手で救援登板、2/3回無失点
- 初先発：1990年4月22日、大洋ホエールズ戦（横浜スタジアム）3回3失点で敗戦投手

### 背番号
- 51 （1988年 - 1991年）